# Silence is Sexy (группа)
«Silence is Sexy» — нидерландская музыкальная группа, которая берет своё начало в поп-музыке новой волны и была вдохновлена такими группами, как Joy Division, The Cure, Interpol и Editors.

## История
Группа была основана в 2003 году и состояла из музыкантов: Хендрика-Яна де Вольфа (вокал, гитара), Пима ван де Веркена (гитара, бэк-вокал), Барри Спурена (бас, бэк-вокал) и Барта Рейндерса (ударные). В 2005 году джентльменов пригласили выступить на фестивале Metropolis в Роттердаме.
Впоследствии заинтересовались и Parkpop в Гааге, и осенью 2005 года группа приняли участие в туре «Только для местных жителей», спонсируемом пивным брендом Dommelsch. Были посещены многие национальные музыкальные площадки, такие как: Effenaar, w2 и Tivoli. В конце 2005 года в Парадизо был выигран Гран-при Нидерландов.
Запланированный на осень 2006 года выпуск дебютного альбома под названием " Все, что вы должны знать " был отложен до марта 2007 года после некоторых неудач (включая деловой конфликт с лейблом звукозаписи). Альбому предшествует сингл «This Is Our Start?»
В 2008 году «Silence is Sexy» выпустила свой второй альбом «This Ain’t Hollywood». Метод распространения этого альбома был другим, так как он предлагался для бесплатного скачивания на сайте группы, а также через BitTorrent — трекер Mininova. Первый альбом также был доступен через Mininova.
5 июня 2012 года, одновременно с выпуском их двойного альбома «Modern Antiques», группа объявила о своём немедленном роспуске. Участники группы продолжают играть в различных проектах, таких как Royal Parks, The Maureens и Eins Zwei Orchestra.

## Дискография

### Альбомы
- Все, что вы должны знать (5 марта 2007 г., Мои первые записи Сонни Вайсмюллера/ Konkurrent)
- Это не Голливуд (16 сентября 2008 г.)
- Modern Antiques (двойной альбом, 5 июня 2012 г.)

### Синглы
- Это наше начало? (2006)

## Ссылка
- Официальный сайт Архивная копия от 7 марта 2022 на Wayback Machine